# Villeret (Aube)
Villeret is een gemeente in het Franse departement Aube (regio Grand Est) en telt 63 inwoners (2009). De plaats maakt deel uit van het arrondissement Bar-sur-Aube.

## Geografie
De oppervlakte van Villeret bedraagt 3,3 km², de bevolkingsdichtheid is dus 19,1 inwoners per km².
De onderstaande kaart toont de ligging van Villeret (Aube) met de belangrijkste infrastructuur en aangrenzende gemeenten.

## Demografie
Onderstaande figuur toont het verloop van het inwonertal (bron: INSEE-tellingen).

Vanwege een beveiligingsprobleem met de MediaWiki Graph-software is het momenteel niet mogelijk deze grafiek weer te geven. Zodra de software is bijgewerkt zal de grafiek vanzelf weer zichtbaar worden.